# والتر زينك
والتر زينك (بالإنجليزية: Walter Zink)‏ هو لاعب كرة قاعدة أمريكي، ولد في 21 نوفمبر 1898 في بيتسفيلد في الولايات المتحدة، وتوفي في 12 يونيو 1964 في كوينسي في الولايات المتحدة.

## وصلات خارجية
- والتر زينك على موقعبيزبول رفرنس.كوم (الدوري الرئيسي) (الإنجليزية)
- والتر زينك على موقعبيزبول رفرنس.كوم (الدوري الثانوي) (الإنجليزية)